# Határ út HÉV-állomás
A Határ út HÉV-állomás (korábban: Pesterzsébet, Határ út) egy megszűnt budapesti HÉV-állomás a Pesterzsébet–Csepel HÉV-vonalon, melyet a BHÉV üzemeltetett.

## Története
A hurokvágányos HÉV-állomást 1959. január 1-jén adták át, a Pesterzsébet–Csepel HÉV meghosszabbításakor. 1978. október 31-én a Gubacsi híd átalakítása után a HÉV-szárnyvonal és az állomás is megszűnt, helyette autóbuszokat indítottak. A helyén 1984-től a 13-as, majd 2001 óta a 3-as villamosjárat déli végállomása üzemel.